# Plana litoral
Una plana litoral o plana costanera és qualsevol regió plana i baixa que va vorejant un mar o oceà i que, normalment, continua mar endins constituint el que es coneix com a plataforma continental.
Geològicament, la plana litoral és una extensió del continent i, sovint, és el resultat de l'acumulació de terres d'al·luvió i/o l'acció humana. Als Estats Units el terme s'aplica a la primitiva plataforma continental que ha donat lloc a les extenses planes continentals atlàntiques i del Golf, que s'han enfonsat i han emergit del mar en diverses ocasions des de l'Era Mesozoica, com demostra el tipus de dipòsits sedimentaris, bé per un descens del nivell del mar, o bé per una elevació de la terra. Durant l'últim període glacial, quan el nivell del mar era molt més baix, les planes litorals tenien més amplada i les línies de platja se situaven mar endins en respecte a la seva situació actual. La plana litoral dels Estats Units és la més gran del món, ja que té una amplada de 160 a 500 km i s'estén 3000 km al llarg de la costa de l'Atlàntic.
A Catalunya la plana de l'Empordà i el delta de l'Ebre són dues planes litorals formades pels dipòsits de terra que arrosseguen els rius que hi desemboquen. El delta de l'Ebre és una plana formada al llarg dels segles pel riu Ebre, a mesura que ha anat dipositant a la seva desembocadura els sediments (sorres, argiles i llims) transportats per les seves aigües. La desforestació, a partir de l'edat mitjana, de les terres de la conca de l'Ebre van provocar un augment dels sediments, que van començar a formar a poc a poc el delta. Actualment, la construcció dels embassaments ha reduït dràsticament l'aportació de sediments i el delta ha començat a retrocedir en alguns punts.